# Праисторијска Карабурма
Археолошко налазиште Праисторијска Карабурма је археолошки локалитет који се налази у граду Београду, општина Палилула, насеље Карабурма. Због свог значаја налази се на листи заштићених археолошких налазишта Републике Србије. као и на листи културних добара Београда.
Налазиште је откривено приликом изградње нове Карабурме. Ограничено је улицама Вишњичком, Војводе Мицка и  Патриса Лумумбе. Тада је откопано 100 гробова очуваних кремираних тела из Келтског доба. Такође откривено је 230 гробова из бронзаног доба, као и насеља из неолитског, бронзаног и гвозденог доба. Ово је највећа некропола од 230 гробова пронађена на територији Београда. Један од најважнијих и до сада недовољно истражених делова Праисторијске Карабурме представљају насеља из разних временских фаза, од којих најстарије припада Баденској и Салкуца култури.